# Ferdinand Anton Ernst Porsche
Ferdinand Anton Ernst Porsche (19 de septiembre de 1909-27 de marzo de 1998), más conocido como Ferry Porsche, fue un diseñador técnico de automóviles, fabricante de automóviles y emprendedor austriaco. Dirigió Porsche AG en Stuttgart (Alemania).

## Biografía
En 1935 compró, a precio irrisorio, las acciones del cofundador de Porsche AG Adolf Rosenberger, que era judío. Poco después, Rosenberg fue arrestado por la Gestapo. Tres años después, Ferry Porsche se alistó voluntario en las SS nazis y en 1941 fue nombrado oficial. Tras la Segunda Guerra Mundial, rechazó las peticiones de Rosenberger de volver a la empresa y negó toda acusación de mal comportamiento.
Su padre, Ferdinand Porsche, fue también un reconocido ingeniero automovilístico y fundador de Volkswagen y Porsche. Su sobrino, Ferdinand Piëch, fue presidente del Grupo Volkswagen, y su hijo, Ferdinand Alexander Porsche, estuvo involucrado en el diseño del 911.